# Eudactylina
Az Eudactylina az állkapcsilábas rákok (Maxillopoda) osztályának a Siphonostomatoida rendjébe, ezen belül az Eudactylinidae családjába tartozó nem.

## Tudnivalók
Az Eudactylina-fajok tengeri élőlények. Közülük a legtöbben élősködő életmódot folytatnak.

## Rendszerezés
A nembe az alábbi 40 faj tartozik:
- Eudactylina acanthii Scott A., 1901
- Eudactylina acuta Van Beneden, 1853 - típusfaj
- Eudactylina alata Pillai, 1968
- Eudactylina aphiloxenos Deets, 1994
- Eudactylina aspera Heller, 1865
- Eudactylina breviabdomina Pearse, 1952
- Eudactylina chilensis Ho & McKinney, 1981
- Eudactylina corrugata Bere, 1930
- Eudactylina dasyati Izawa, 2011
- Eudactylina dollfusi Brian, 1924 - korábban: Eudactylina spinifera Wilson C.B., 1932
- Eudactylina gymnuri Izawa, 2011
- Eudactylina hornbosteli Deets, 1994
- Eudactylina indivisa Castro-Romero & Baeza-Kuroki, 1991
- Eudactylina insolens Scott T. & A., 1913
- Eudactylina lancifera Pillai, 1968
- Eudactylina leptochariae Diebakate & Raibaut, 2000
- Eudactylina longispina Bere, 1936
- Eudactylina minuta Scott T., 1904
- Eudactylina musteli Izawa, 2011
- Eudactylina myliobatidos Luque & Farfán, 1991
- Eudactylinodes niger (Wilson C.B., 1905) - korábban: Eudactylina nigra Wilson C.B., 1905
- Eudactylina nykterimyzon Deets, 1994
- Eudactylina oliveri Laubier, 1968
- Eudactylina papillosa Kabata, 1970
- Eudactylina parva Castro-Romero & Baeza-Kuroki, 1991
- Eudactylina peruensis Luque & Farfan, 1991
- Eudactylina pollex Cressey, 1967
- Eudactylina pristiophori Deets, 1994
- Eudactylina pusilla Cressey, 1967
- Eudactylina rhinobati Raibaut & Essafi, 1979
- Eudactylina similis Scott T., 1902
- Eudactylina spinula Pearse, 1950
- Eudactylina squamosa Bere, 1936
- Eudactylina squatini Izawa, 2011
- Eudactylina taeniuri Izawa, 2011
- Eudactylina tuberifera Castro-Romero & Baeza-Kuroki, 1987
- Eudactylina turgipes Bere, 1936
- Eudactylina valei Nuñes-Ruivo, 1956
- Eudactylina vaquetillae Deets, 1994
- Eudactylina vilelai Nuñes-Ruivo, 1956

A három alábbi faj meglehet, hogy nem ebbe a nembe tartozik:
- Eudactylina carchariaeglauci Hesse, 1883 (taxon inquirendum)
- Eudactylina mustelilaevis Hesse, 1883 (taxon inquirendum)
- Eudactylina squatinaeangeli Hesse, 1883 (taxon inquirendum)